# Oppel
Oppel ist ein Familienname, der aus den Rufnamen Albrecht oder Adalbert entstanden ist. Namenspatron hierfür ist der Märtyrer Adalbert (gest. vor 1000). Eine Namensvariante ist der Familienname Opel bzw. Opitz.

## Namensträger
- Albert Oppel (1831–1865), deutscher Paläontologe
- Alwin Oppel (1849–1929), deutscher Wirtschafts- und Schulgeograph.
- Carl Georg August von Oppel (1725–1760), deutscher Adliger und Hofbeamter
- Carl Wilhelm von Oppel (1767–1833), deutscher Beamter und Politiker
- Craig Oppel (* 1967), US-amerikanischer Schwimmer
- Falk Oppel (* 1944), deutscher Arzt
- Friedrich Wilhelm von Oppel (1720–1769), deutscher Bergbeamter und Hochschullehrer
- Gustav Oppel (1891–1978), deutscher Bildhauer und Porzellanmodelleur
- Horst Oppel (1913–1982), deutscher Anglist
- Jean-Hugues Oppel (* 1957), französischer Schriftsteller
- Johann Georg Oppel (1594–1661), deutscher Steuerbeamter
- Johann Georg von Oppel (1635–1696), deutscher Adliger und Gutsbesitzer
- Johann Joseph Oppel (1815–1894), deutscher Pädagoge, Physiker und Sprachwissenschaftler
- Johann Siegmund von Oppel (1730–1798), deutscher Adliger und Hofbeamter
- Julius Wilhelm von Oppel (1766–1832), deutscher Staatsmann
- Karl Oppel (Schriftsteller) (1816–1903), deutscher Schriftsteller
- Karl Heinz Oppel (1924–2016), deutscher Schauspieler und Synchronsprecher
- Karl Wilhelm von Oppel (1867–1930), sächsischer Politiker und Rittergutsbesitzer
- Katharina D. Oppel (* 1963), deutsche Theologin und Pastoralreferentin
- Kenneth Oppel (* 1967), kanadischer Schriftsteller
- Lisel Oppel (1897–1960), deutsche Malerin
- Max Oppel, deutscher Kunsthistoriker
- Max Oppel (Journalist) (* 1974), deutscher TV- und Radio-Journalist
- Nikolaus Michael Oppel (1782–1820), deutscher Zoologe
- Reinhard Oppel (1878–1941), deutscher Musikwissenschaftler, Komponist und Musikpädagoge
- Siegmund Ehrenfried von Oppel (1687–1757), deutscher Hofbeamter und Staatsmann
- Stephan Oppel (* 1973), deutscher Orgelbauer
- Ulrich Oppel (1941–2023), deutscher Mathematiker und Hochschullehrer
- Wigand Oppel (1822–1886), deutscher Organist und Musikpädagoge

## Weblink
- Opitz bei genealogy.net